# Gran sinagoga de Túnez
La Gran Sinagoga de Túnez (en árabe: كنيس تونس‎) es la principal sinagoga de Túnez, la capital tunecina.
Se encuentra en el número 36 de  l'avenue de la Liberté, en el centro de Túnez, en el barrio de Lafayette, no lejos de la estación de metro de la «République» y del jardín Habib-Thameur ,en el emplazamiento del antiguo cementerio israelí.

## Historia

### Primeros proyectos
El barón Giacomo Di Castelnuovo tomó la iniciativa de su construcción para reemplazar la sinagoga en el barrio judío de Hara. Este médico, explorador y diplomático de la comunidad de los judíos de Livorno quiso construir un templo común a los Granas y a los Twânsa, las dos ramas del judaísmo tunecino.
En la década de 1870, pidió a Sadok Bey un terreno que le fue ofrecido en 1883. Sin embargo, el presente sitio es el resultado de una donación de Daniel Iffla Osiris; este último deseaba, en efecto, que su arquitecto construyera un edificio en un terreno cedido por la comunidad, que debía ocuparse de los procedimientos y autorizaciones administrativas.
A su muerte en 1907, Osiris legó su fortuna al Instituto Pasteur, obligado por su voluntad a adquirir el terreno ofrecido en la plaza Garibaldi, que resultó ser insalubre. Cuando se vendió, fue reemplazado por un terreno en el número 100 de la Avenida de París, ahora Avenida de la Libertad.

### Proyecto Valensi

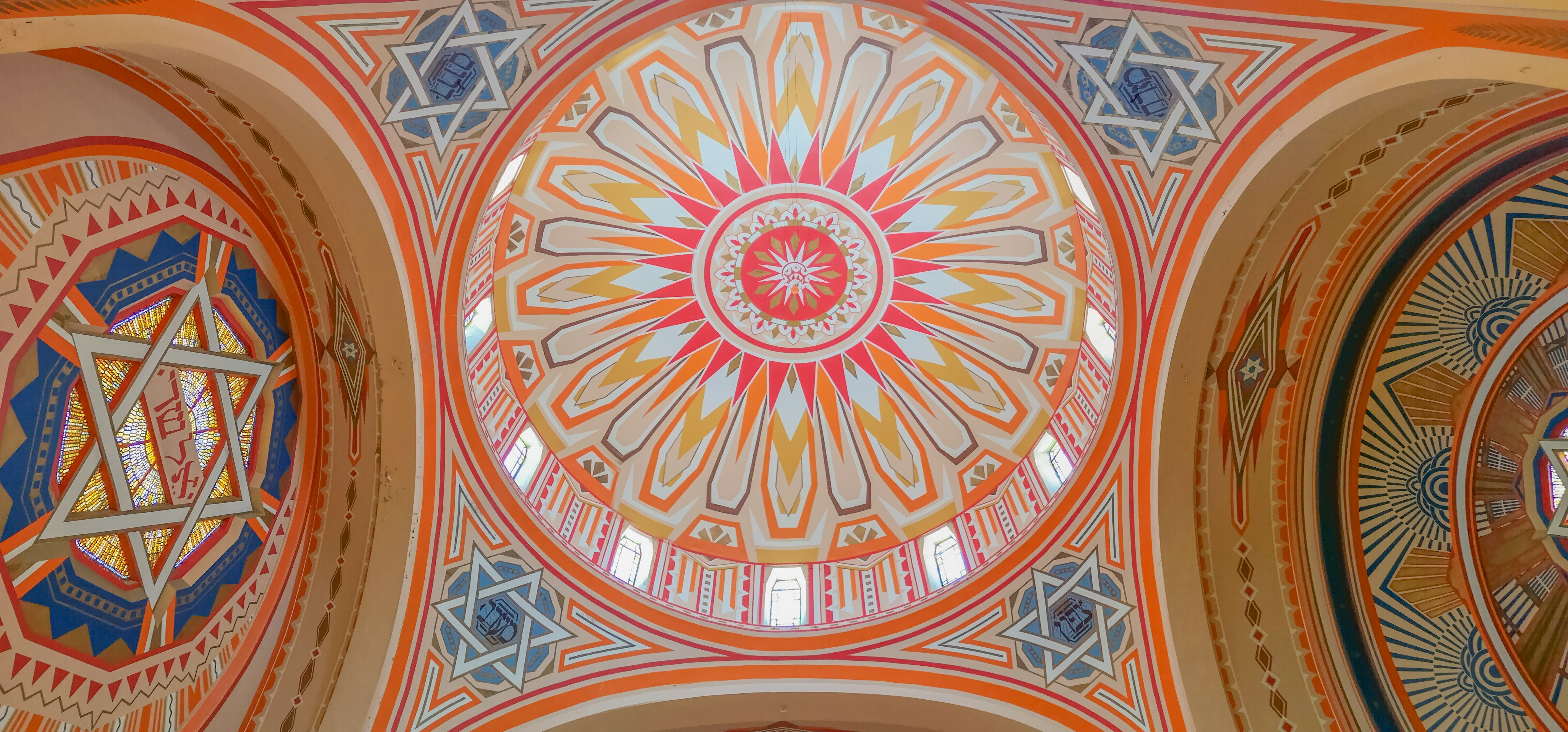
Cúpula de la sinagoga.

El 31 de marzo de 1909 se presentó un primer proyecto de estilo romano-bizantino, pero el alto coste y la falta de entusiasmo condenaron este proyecto; fue rápidamente reemplazado por una nueva versión después de un concurso en 1911: el jurado seleccionó unánimemente el diseño de un joven arquitecto, Victor Valensi, que combinaba formas orientales con estructuras y materiales como el hormigón.
Se comenzó a construir en junio de 1933 y se inauguró el 23 de diciembre de 1937. Durante la ocupación de Túnez por las fuerzas del Eje, de noviembre de 1942 a marzo de 1943, el edificio fue ocupado por soldados alemanes que habían venido a detener a los líderes de la comunidad. En 1967, en el contexto de la Guerra de los Seis Días, fue saqueada por los alborotadores.
Restaurado en 1996 y nuevamente en 2007, tras la intervención del Presidente Zine el-Abidine Ben Ali, está custodiado por la policía municipal y a veces está abierto a los visitantes, aunque las celebraciones son poco frecuentes.

## Homenajes
En 1971, la Israel Postal Company emitió un sello con la efigie de la sinagoga pero, debido al tetragrama YHWH en el frontón del edificio, el rabinato obtuvo su retirada condenando su uso secular. La construcción de una réplica de la sinagoga también fue considerada en Netanya, Israel.